# Psectra
Psectra is een geslacht van insecten uit de familie van de bruine gaasvliegen (Hemerobiidae), die tot de orde netvleugeligen (Neuroptera) behoort.

## Soorten
- P. capensis (Kimmins, 1935)
- P. claudiensis New, 1988
- P. decorata (Nakahara, 1966)
- P. diptera (Burmeister, 1839)
- P. externa (Banks, 1909)
- P. fasciata (Esben-Petersen, 1928)
- P. franzeni (Kimmins, 1940)
- P. graeffei (Brauer, 1867)
- P. hageni (Banks, 1932)
- P. iniqua (Hagen, 1859)
- P. irregularis (Carpenter, 1961)
- P. jeanneli (Navás, 1914)
- P. latilobata New, 1989
- P. maculosa (Carpenter, 1961)
- P. minima (Banks, 1920)
- P. mombassina (Navás, 1936)
- P. mozambica Tjeder, 1961
- P. nakaharai New, 1988
- P. obliqua (Banks, 1909)
- P. oblonga (Esben-Petersen, 1928)
- P. oriomoense New, 1989
- P. pretiosa (Banks, 1909)
- P. siamica Nakahara & Kuwayama in Nakahara, 1960
- P. tillyardi (Kimmins, 1940)
- P. wilhelmensis New, 1989
- P. yunu C.-k. Yang, 1981